# Боев (село)
Боев — село в Хвастовичском районе Калужской области. Входит в состав сельского поселения «Деревня Стайки».
Село располагается на границе с Брянской областью в 40 километрах от города Брянска.

## История
В середине XIX века на месте села располагался Гнучевский стеклодувный завод, на котором работали жители Карачева и деревни Стайки.
В конце 1870-х годов купец и предприниматель Орловской губернии Николай Иванович Боев заложил на месте закрывшегося стеклодувного лесопильный завод. Рост производства способствовал появлению постоялого двора Алимцевой Софьи Ивановной. После смерти Николая Ивановича в 1896 году населённый пункт стали называть Боев Завод. После революции, в 1918 году завод переименовали в Стайковский, а посёлок в Гутовский лесозавод. Имеющийся к тому времени в селении винный завод был ликвидирован. В 1928 лесозаводческий посёлок относился к Стайковскому сельсовету Милеевской волости Жиздринского уезда Брянской губернии и состоял из 9 домохозяйств.
В октябре 1941 года около Боева 50-я армия Брянского фронта попала в окружение.
Советские войска отбили село у противника 15 августа 1943 года силами 11-й армии.
При отступлении немецкие войска подорвали завод и проходящую через деревню железную дорогу. 
После войны производство перевели в Еленский, а селение вернуло себе название Боев.
В 1966 году в посёлке открыли памятник бойцам, погибшим, попав в окружение. 
Заготовка леса в Боеве прекратилась в конце 1970-х. В это же время в посёлке закрыли начальную школу и единственный магазин, вследствие чего жители стали переезжать в другие селения.

## Население
| 1928 | 2002 | 2010 |
| ---- | ---- | ---- |
| 35   | 17   | 1    |

Согласно переписи населения 2002 года, 94% жителей деревни — русские.

## Достопримечательности
- Железнодорожная платформа «Рессета» на Полпинской железнодорожной ветке. Братские захоронения.